# Mölndalsån

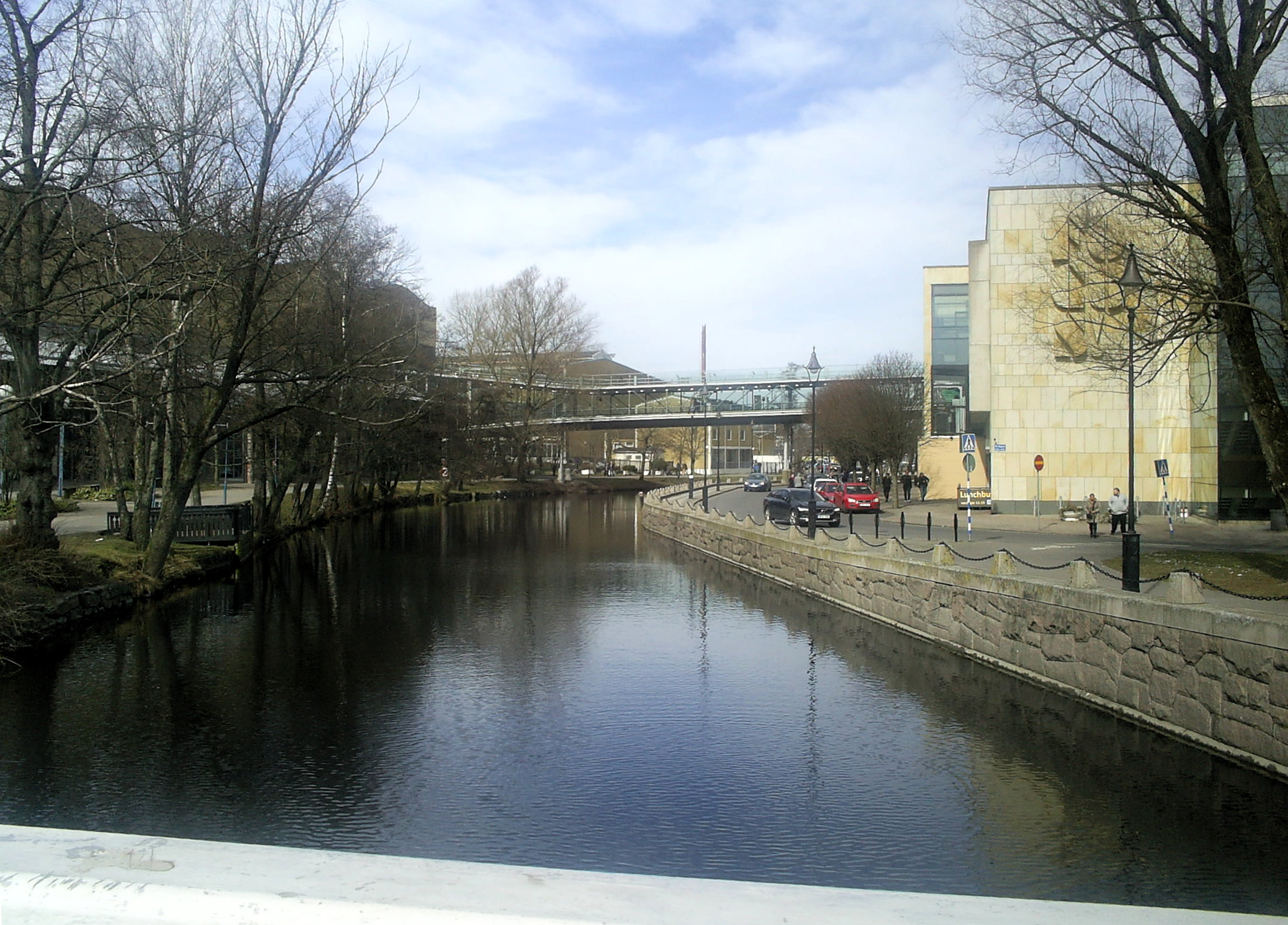
Mölndalsån vid södra Gårda.

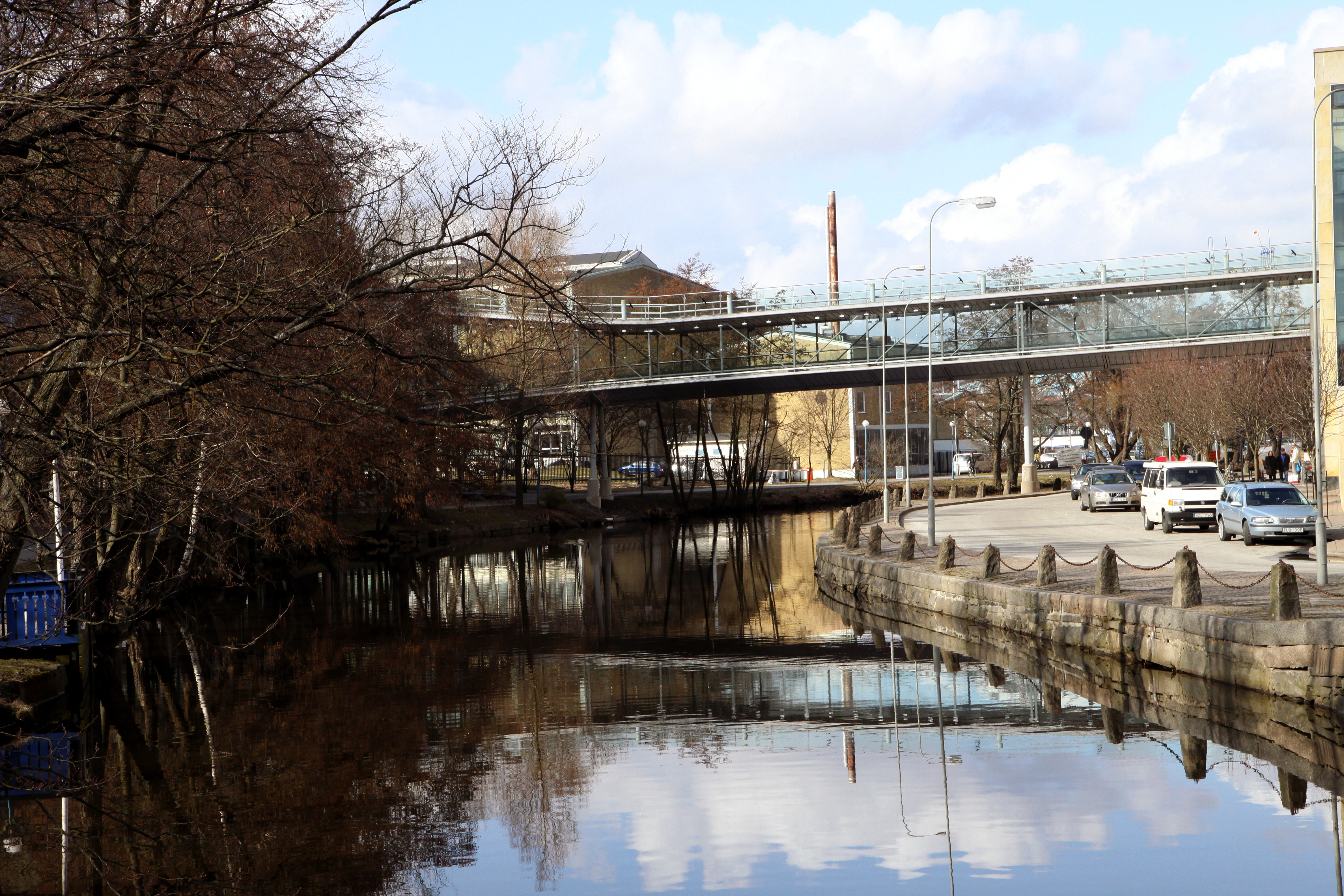
Mölndalsån precis efter att den flutit genom Liseberg och under Örgrytevägen och passerar här Focushuset på höger sida och Svenska mässan på vänster sida.

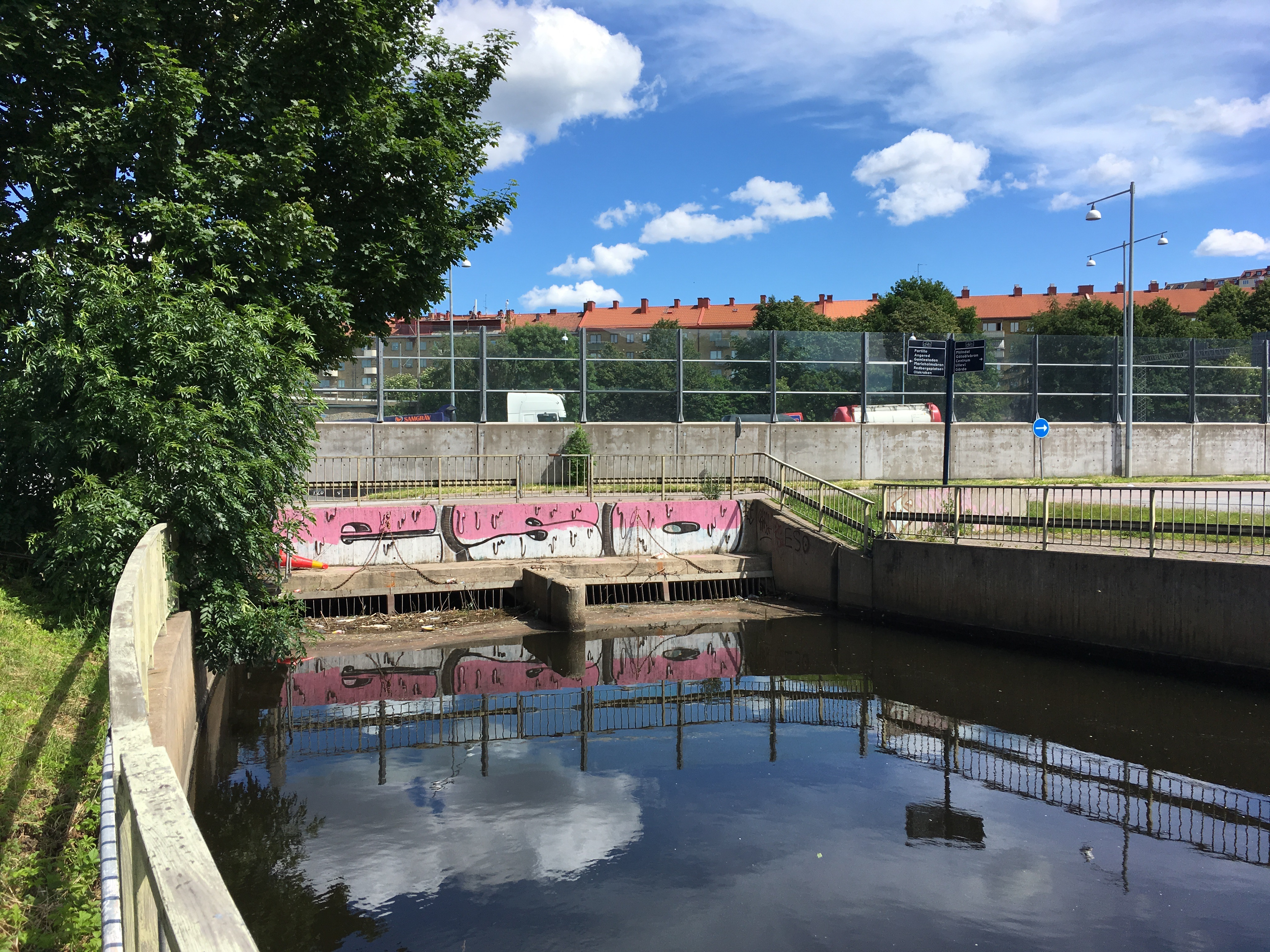
Mölndalsån byter namn till Gullbergsån, en knapp kilometer innan den via en tredje kulvert vid Olskroksmotet förenas med Säveån vid Gullbergsvass, och slutligen når Göta älv.

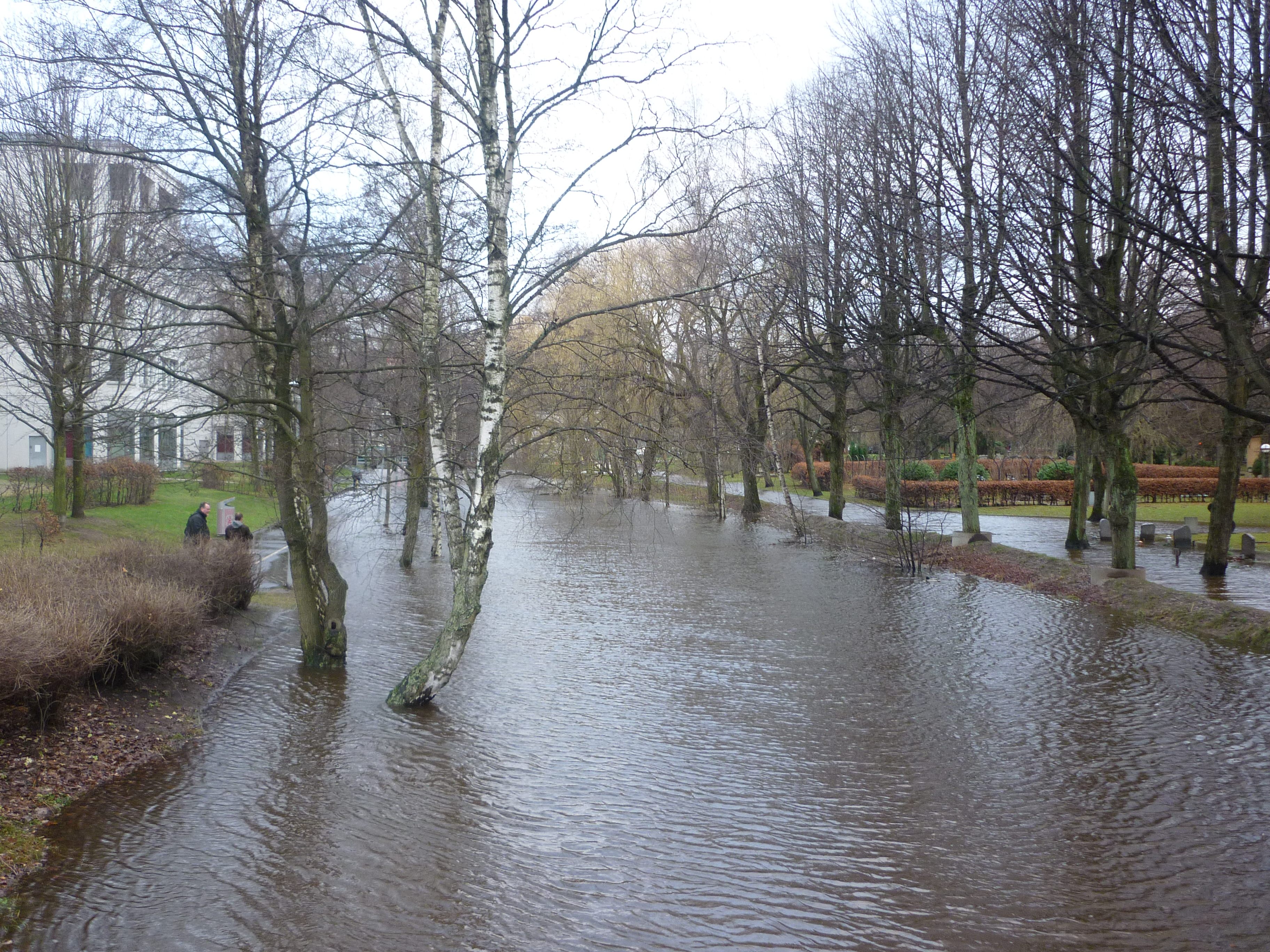
Mölndalsån (Gullbergsån) vid översvämning december 2011

Mölndalsån är en å som rinner genom Härryda kommun, Mölndals kommun och Göteborgs kommun och mynnar ut i Göta älv. Åsystemet är över 40 km långt och avrinningsområdet är 268 km².

## Geografi
Mölndalsån brukar anses börja i och med sin avrinning från Västra Nedsjön i Hindås i östra Härryda kommun, men har sitt källflöde i Stora och Lilla Hallesjön i norra Bollebygds kommun. Flödet fortsätter genom Östra Nedsjön via ett sund till Västra Nedsjön. Ån passerar genom hela Härryda kommun från öster till väster och rinner genom sjöarna Landvettersjön (Gröen) och Rådasjön samt tätorterna Hindås, Härryda, Landvetter och Mölnlycke.
I Mölndals kommun rinner ån från Rådasjön till Stensjön. Denna korta, breda sträcka kallas Ståloppet. Kort efter Stensjön forsar ån sedan ner mellan de gamla fabrikerna, parallellt med backen som kallas Mölndals kråka, där fallhöjden är 48 meter. Redan under 1300-talet var här många kvarnar, och fram på 1600-talet fanns det 41 anläggningar med mjölkvarnar, klädesstampar och pappersbruk. Detta har gett området namnet Kvarnbyn. Den skatt som ägarna till 17 kvarnfall ålades att betala till Göteborg, räckte till att avlöna stadens alla ämbetsmän. År 1783 uppgavs Mölndals kvarnar bestå av 56 kvarnstenar och ända in på 1940-talet var några av dessa fortfarande i produktion. Vid Åbro i Mölndals dalgång gör ån en krök norrut. Genom Mölndals centrum rinner den i en kulvert.
Ån fortsätter därefter in i Göteborgs kommun. I Krokslätt, norr om kommungränsen, finns ytterligare en kulvert. Vid Ullevi har ån anslutits till kanalen Fattighusån, som via en sluss vid Drottningtorget förbinder ån med Göteborgs kanaler. Just nedströms förbindelsen med Fattighusån finns en fördämning, "Dämmet", som tillsammans med slussen håller vattennivån på lämplig höjd. Mölndalsån byter därefter namn till Gullbergsån, en knapp kilometer innan den via en tredje kulvert förenas med Säveån vid Gullbergsvass, och rinner ut i Göta älv. Denna tredje kulvert anlades på 1960-talet något österut då Tingstadstunnelns södra anslutningsväg behövde byggas i åns tidigare sträckning.

## Historia som transportled
Mölndalsån var den främsta transportleden mellan Göteborg och Mölndal ända fram till sekelskiftet 1900. Man använde sig av pråmar för att transportera varor och stenkol till ångmaskinerna. En pråm drogs av en grupp på cirka tio män, som längs åkanten gick med rep runt axlarna. Senare drogs pråmarna av bogserbåtar, men på 1950-talet upphörde pråmtrafiken. Det var även vanligt att man på våren flottade timmer på ån från skogarna ovanför Mölndals kvarnby ut till Göta älv. Endast sträckan från Dämmet till Liseberg används regelbundet vid jultid av passagerarbåtarna Julpaddan. Kommunikationerna på ån har under 1900-talet successivt avtagit. 1923 avlystes den som allmän flottled och 1953 som allmän farled. Under åren 1967-68 och 1970-72 byggdes två långa kulvertar i ån vid kommungränsen samt vid Mölndalsbro, vilket helt förhindrade båttrafik där.
Även passagerartrafiken fortgick länge och har gamla anor. År 1670 bildades i Göteborg ett Roddaregille, vilka skulle ro varor och folk mot ersättning. Man var alltså både taxirörelse och åkeri. Att bli rodd till Mölndal kostade sex öre silvermynt. Under den senare delen av 1800-talet, gick ångslupar i trafik mellan Mölndal och Göteborg. Båtarna var låga och fällde ner skorstenspipan, när de kom till de lägsta broarna. Passagerartrafiken fortgick fram till 1907, samma år som spårvägen till Mölndal invigdes. På 1830-talet annonserade den omtalade konditorn Rubenson om "lustturer uppåt Mölndalsån". Båtfärden gick mellan Stampbron och Underås.
Åns nedre sträckning genom Mölndal och Göteborg löper genom ett låglänt område och översvämningar har förekommit genom historien, senaste stora översvämningen var i december 2006.
Mölndalsåns medelflöde vid utloppet är 125 miljoner kubikmeter per år eller 4 kubikmeter per sekund. Endast omkring 1,5 miljoner kubikmeter per år eller 0,05 kubikmeter per sekund avleds via Fattighuskanalen.
Två kulturellt viktiga biflöden vid åns nedre lopp är Kallebäcken, som har givit vatten till staden Göteborg, genom en vattenledning och senare till fyra bryggerier, Lagklarebäcken, nu kallad Lackarebäck, med verksamheter i äldre tid. Båda två har givit namn åt var sin stadsdel, Kallebäck i Göteborg och Lackarebäck i Mölndal. Även Balltorpsbäcken och Kålleredsbäcken är ansluten till Mölndalsån.
Likt Säveån har Mölndalsån varit en pulsåder för den industriella utvecklingen i Göteborgstrakten från mitten av 1800-talet. Runt industrierna växte brukssamhällen fram.

### Äldre broar
De äldsta broarna över Mölndalsån hette (från norr till söder):
- Hejderidar'ns bro
- Lackarebäcks bro
- Kennedys bro, samt milstolpe
- Knarrebron
- Forsebron
- Åbro, en valvbro